# Софи Бланшар
Софи Бланшар (Троа Канон, 25. март 1778 – Париз, 6. јул 1819), која се обично назива Мадам Бланшар, а позната и по многим комбинацијама њених девојачких и венчаних имена, укључујући Мадлен-Софи Бланшар, Мари Мадлен-Софи Бланшар, Мари Софи Арман и Мадлен-Софи Арман Бланшар, била је француски аеронаут и супруга пионира балонирања Жан-Пјера Бланшара. Бланшар је била прва жена која је радила као професионални балониста, а након смрти свог мужа наставила је да се бави балоном, направивши више од 60 летова. Позната широм Европе по својим подвизима на балону, Бланшар је забављала Наполеона Бонапарту, који ју је промовисао у улогу "Аеронаута званичних фестивала", заменивши Андре-Жака Гарнерена. На рестаурацији монархије 1814. наступала је за Луја XVIII, који ју је назвао „Службеним аеронаутом рестаурације“.
Летење балоном је за пионире био ризичан посао. Бланшар је у неколико наврата изгубила свест, издржала је ниске температуре и замало се удавила када је њен балон пао у мочвару. Године 1819. постала је прва жена која је погинула у ваздухопловној несрећи када је током наступа у врту Тиволи у Паризу лансирала ватромет који је запалио гас у њеном балону. Њена летелица се срушила на кров куће и она је погинула.

## Биографија

### Младост и каријера
Софи Бланшар је рођена као Мари Мадлен-Софи Арман у породици протестантских родитеља у Троа-Канону, близу Ла Рошела. Мало се зна о њеном животу пре брака са Жан-Пјером Бланшаром, првим професионалним балонистом на свету. Датум њене удаје је нејасан; извори наводе датуме већ 1794. или 1797, али већина наводи 1804, годину њеног првог узлета. Бланшар је напустио своју прву жену, Викторију Лебрен, и њихово четворо деце да би путовао по Европи због каријере са балоном, а она је касније умрла у сиромаштву. Различито описивана као Бланшарова „мала, ружна, нервозна жена“, „мала са оштрим птичјим цртама“, а касније као „мала и лепа“, Софи је била више код куће на небу него на земљи, где је била нервозна. Плашила се гласних звукова и вожње у кочијама, али је била неустрашива у ваздуху. Она и њен супруг доживели су несрећу на заједничком лету 1807. (њен 11. узлет, вероватно његов 61.), када су се срушили а он је задобио повреду главе. Шок ју је оставио немом на неко време.
Софи је направила свој први узлет балоном са Бланшаром у Марсеју 27. децембра 1804. Пар се суочио са банкротом као резултатом Бланшаровог лошег пословног смисла, и веровали су да је балониста новост која би могла да привуче довољно пажње да реши њихове финансијске проблеме. Она је тај осећај описала као „неупоредиву сензацију”. Софи је направила други узлет са Бланшаром, а за свој трећи узлет 18. августа 1805, полетела је сама из баште самостана Јакобинаца у Тулузу.
Није била прва жена балониста. 20. маја 1784, маркиза и грофица од Монталамбера, грофица од Поденаса и госпођица де Лагард отпутовале су на везаном балону у Париз. Није била ни прва жена која се попела у невезаном балону: у Бланшарово време, Ситоајен Анри, која је направила узлет са Андре-Жаком Гарнереном 1798, била је заслужна за то прво летење балоном, иако је та част заправо припадала Елизабет Тибл. Тибл, оперска певачица, успела је да забавља Густава III  Шведског у Лиону 4. јуна 1784, четрнаест година пре Ситоајен Анри. Бланшард је, међутим, била прва жена која је пилотирала сопственим балоном и прва која је прихватила балон као каријеру.
Њен муж је 7. марта 1809. умро од повреда задобијених 20. фебруара 1808. када је пао са свог балона у Хагу након што је доживео срчани удар. После његове смрти, Софи је наставила да лети, специјализујући се за ноћне летове, често остајући у ваздуху целе ноћи.

### Соло каријера
Софи је спроводила експерименте са падобранима као и њен муж, спуштајући псе падобраном из свог балона, а као део своје забаве лансирала је ватромет и бацала корпе пиротехнике причвршћене за мале падобране. Други аеронаути су демонстрирали падобранске скокове из корпи балона, посебно породица Андре-Жака Гарнерена, чија су супруга, ћерка и нећака редовно наступале. Његова нећака, Елиза Гарнерин, била је  главни ривал Бланшарове као аеронауткиња, и реткост је била да на прикладном догађају недостаје наступ једне или друге. Бланшар је можда и сама имала неке демонстрације скока падобраном, али њен примарни интерес је било летење балоном.
Пар је још увек био у дуговима у време Бланшарове смрти, тако да је Софи била штедљивија у избору балона да би смањила своје трошкове. Користила је балон са гасом напуњен водоником (или Charlière), јер јој је омогућавао да се попне у корпи мало већој од столице, а није била потребна количина материјала неопходна за балон на врући ваздух. Балон са водоником такође ју је ослободио од потребе да одржава ватру како би летелица била у ваздуху. Поседовање мањег балона који се лако надувава такође је било важно у ери када су „немири у вези балона“ били уобичајени, а знало се да разочарана гомила уништава балоне и напада аеронауте када балони нису успели да се подигну како је планирано. Пошто је била мала и лагана, могла је да смањи количину гаса који се користи за надувавање балона. Софи је користила, или је барем поседовала, балон на врући ваздух; Пуковник Франсис Мацерони је записао у својим мемоарима да му га је продала 1811. за 40 фунти.
Постала је Наполеонова миљеница, а он ју је именовао да замени Андре-Жака Гарнерена 1804. Гарнерен се осрамотио тако што није успео да контролише балон који је послао да обележи Наполеоново крунисање у Паризу; балон је на крају отпловио чак до Рима, где се срушио у језеро Браћано и постао предмет многих шала на рачун Наполеона. Титула коју јој је дао Наполеон је нејасна: он ју је свакако учинио „Аеронаутом званичних фестивала“ („Aéronaute des Fêtes Officielles“) са одговорношћу за организовање балонских летова на великим догађајима, али ју је можда учинио и својим Главним министром ваздухопловства за летење балоном, у којој је улози наводно израдила планове за ваздушну инвазију на Енглеску. Успела је да одврати Наполеона од овог непрактичног плана истичући да би преовлађујући ветрови изнад Ламанша учинили такву инвазију скоро немогућом.
Узлетела је за Наполеонову забаву 24. јуна 1810. са Марсовог поља у Паризу и на прослави коју је организовала Царска гарда поводом његовог брака са Маријом Лујзом од Аустрије. По рођењу Наполеоновог сина, Бланшар је са Марсових поља прелетела балоном изнад Париза и бацила летке у којима је најављивала рођење. Наступила је на званичној прослави његовог крштења у Дворцу Сен Клу 23. јуна 1811, са ватрометом лансираним из балона, и поново на „Féte de l'Emperor“ у Милану 15. августа 1811. Извршила је узлет по лошем времену преко Кампо Марте у Напуљу да би пратила смотру трупа Наполеоновог зета Жоашен Мира, краља Напуља, 1811. Када је Луј XVIII ушао у Париз 4. маја 1814, након што је враћен на француски трон, Бланшар се у свом балону попела са Понт Неуф као део тријумфалне поворке. Луј је био толико одушевљен њеним наступом да ју је назвао "званичним аеронаутом рестаурације".[a]
Позната широм Европе, Бланшар је својим успонима привлачила велику публику. У Франкфурту је очигледно била узрок лошег пријема опере Силвана Карла Марије фон Вебера у ноћи премијере, 16. септембра 1810: грађани су хрлили да виде њену демонстрацију, док је само неколико њих присуствовало оперском дебију. Одржала је многе представе у Италији. Године 1811. путовала је из Рима у Напуљ, поделивши путовање на пола са заустављањем после 97 км, а касније се поново попела из Рима на висину од 3.660 м и тврдила је да је заспала неко време пре него што је слетела у Таљакоцо. Исте године поново је изгубила свест након што је морала да се попне да не би била заробљена у олуји са градом у близини Венсена. Као резултат тога, провела је 14½ сати у ваздуху. Софија је прешла Алпе балоном, а на путовању у Торино 26. априла 1812; температура је пала тако ниско да је имала крварење из носа, а на рукама и лицу су јој се створиле леденице. Умало је умрла 21. септембра 1817. године када је на лету из Нанта (свој 53.) слетела на мочварно поље. Крошња њеног балона се заглавила у дрво што је довело до превртања столице; Бланшар, уплетена у опрему, пала је у воду мочваре и удавила би се да помоћ није стигла убрзо након њеног слетања. Саосећајући са Мари Терез де Ламур која је покушавала да води склониште за „пале жене“ (La Miséricorde) у Бордоу, понудила је да приход од једног од својих успона донира том подухвату. Де Ламур је одбила понуду са образложењем да она не може бити узрок да други ризикује свој живот.

### Смрт
Дана 6. јула 1819. године, у врту Тиволи у Паризу, њен балон напуњен водоником се запалио и Бланшар, запетљана у околну мрежу, пала је у смрт.
Бланшар је редовно наступала у вртовима Тиволи, узлетала је два пута недељно када је била у Паризу. Више пута је упозоравана на опасност од употребе ватромета на својим наступима. Овај приказ требало је да буде посебно импресиван са много више пиротехничких средстава него иначе, а чини се да су упозорења оставила утисак на њу. Неки гледаоци су је молили да се не пење, али су је други, жељни представе, наговарали. Један извештај је сугерисао да се коначно одлучила и закорачила у своју столицу са речима „Allons, ce sera pour la dernière fois“ („Идемо, ово ће бити последњи пут“).
Око 22:30 (разликују се подаци о тачном времену), Бланшар је започела свој узлет, носећи белу хаљину, бели шешир са перјем од нојева и белу заставу. Ветар је јако дувао, а изгледа да се балон мучио да се подигне. Избацивањем баласта Бланшар је успела да се мало подигне, али је балон пролетео кроз дрвеће док се пењао. Након што је рашчистила крошње дрвећа, Бланшар је започела приказ машући својом заставом. Балон је био осветљен корпама у којима се налазила "бенгалска ватра", пиротехничко средство у боји које споро гори.
Неколико тренутака након почетка представе, и док се балон још увек пењао, видело се да је у пламену. Неки извештаји кажу да је балон на тренутак нестао иза облака и да је када се поново појавио био у пламену - без обзира на околности, гас у балону је горео. Бланшар је почела да се брзо спушта, али је балон, захваћен ветром, наставио да се удаљава чак и док се спуштао. Неки гледаоци су мислили да су ови догађаји део представе и аплаудирали су и узвикивали своје одобравање. Балон се није попео на неку велику висину и, иако је гас који је излазио горео, гас у балону је одржавао довољну висину да спречи да летелица падне директно на земљу. Брзим избацивањем баласта Бланшар је успела да успори спуштање. Већина извештаја каже да је деловала мирно током спуштања, али је речено да је грчила руке од очаја док се летелица приближавала тлу. Касније су кружиле гласине да је толико чврсто стегла столицу да је „неколико артерија пукло од напора“.
Непосредно изнад кровова гас из балона је био потрошен, а летелица је ударила у кров куће.[b] Веровало се да би вероватно преживела да је то био крај инцидента, али су конопци који су држали столицу за тело балона можда прегорели или је удар можда одбацио напред, што је резултирало да се Бланшар, заробљена у мрежи балона, нагне преко бочне стране крова у улицу испод. Џон Пул, очевидац, описао је њене последње тренутке:
Лако се може замислити ефекат тако шокантне несреће на умове неколико хиљада људи окупљених ради забаве и расположења...
Неки извештаји јој приписују да је узвикнула "À moi!" („помоћ“, или буквално, „јао, мени“), док је ударила у кров. Иако су јој људи притрчали у помоћ и покушали да је спасу, она је умрла одмах, или највише десет минута касније, од прелома врата.
Чинило се да је највероватнији узрок несреће тај што је ватромет прикачен на њен балон био оборен од стране дрвета док се пењала; вероватно је балон био јако напуњен и није успео да се довољно брзо подигне. Када је упалила фитиље, ватромет је кренуо ка балону уместо од њега; један од њих је прогорео рупу у тканини и запалио гас. Један мушкарац је наводно приметио проблем и викнуо јој да не пали фитиље, али је његове повике угушило клицање гомиле. Каснији извештаји сугерисали су да је оставила вентил за гас отворен, дозвољавајући варницама да запале гас и запале балон, или да је њен балон био лоше конструкције и дозволио је да гас излази током целог успона.

### Наслеђе
Када су чули да је умрла, власници врта Тиволи су одмах најавили да ће улазнице бити дониране за издржавање њене деце, а неки гледаоци су стајали на капији апелујући на грађане Париза за донације. Апелом је прикупљено 2.400 франака, али након прикупљања откривено је да она нема преживеле деце, па је новац уместо тога употребљен за подизање споменика, са представом њеног балона у пламену, на врху, изнад њеног гроба на гробљу Пер Лашез. На њеном надгробном споменику је био угравиран натпис „жртва њене уметности и неустрашивости“. Остатак новца, око 1.000 франака, дониран је лутеранском L'église des Billettes којем је Бланшардова присуствовала. Иако није била богата, у време своје смрти измирила је дугове које јој је оставио муж и била је финансијски безбедна. Сваки њен успон коштао ју је око 1.000 франака, не укључујући трошкове одржавања балона. Тестаментом је оставила имовину у вредности између 1.000 и 50.000 франака ћерки неких познаника.
Прича о њеној смрти испричана је широм Европе. Жил Верн ју је поменуо у Пет недеља у балону, а у Коцкару, Фјодор Достојевски је упоредио узбуђење коцкања са сензацијом коју је Бланшар сигурно осетила док је падала. За друге, њена смрт је била опомена, било као пример жене која је превазишла своју позицију (као код Гренвила Мелена, који је рекао да је то доказало да је „жена у балону или ван свог елемента или је превисоко у њему“) или као цена сујете за покушаје овако спектакуларних наступа. Чарлс Дикенс је прокоментарисао: „Врч често иде до бунара, али је прилично сигуран да ће коначно бити разбијен“. Роман инспирисан њеном причом, Мали балониста Линде Дон, објављен је 2006.
Објављени 2019. године, Аеронаути имају лик, "пилот" Амелију Рен (коју глуми Фелисити Џонс), који је делимично инспирисан Бланшаровом.